# Мільтенберг (район)
Мільтенберг (нім. Miltenberg) — район у Німеччині, у складі округу Нижня Франконія федеральної землі Баварія. Адміністративний центр — місто Мільтенберг.

## Населення
Населення району становить 128 743 осіб (станом на 31 грудня 2020).

## Адміністративний поділ
Район складається з 7 міст (нім. Städte), 11 торговельних громад (нім. Märkte) та 14 громад (нім. Gemeinden):
| Міста 1. Аморбах (3947) 2. Верт-ам-Майн (4772) 3. Ерленбах-ам-Майн (10235) 4. Клінгенберг-ам-Майн (6234) 5. Мільтенберг (9288) 6. Обернбург-ам-Майн (8696) 7. Штадтпроцельтен (1536) Об'єднання громад 1. Ерфталь (торговельна громада Бюргштадт та громада Нойнкірхен) 2. Кляйнвальштадт (торговельна громада Кляйнвальштадт та громада Гаузен) 3. Кляйнгойбах (торговельна громада Кляйнгойбах, громади Лауденбах та Рюденау) 4. Менхберг (торговельна громада Менхберг та громада Рельбах) 5. Штадтпроцельтен (місто Штадтпроцельтен та громада Альтенбух) | Торговельні громади 1. Бюргштадт (4258) 2. Вайльбах (2175) 3. Гросгойбах (5046) 4. Ельзенфельд (9110) 5. Ешау (3851) 6. Зульцбах-ам-Майн (7359) 7. Кірхцель (2192) 8. Кляйнвальштадт (5695) 9. Кляйнгойбах (3727) 10. Менхберг (2564) 11. Шнеберг (1738) Громади 1. Айхенбюль (2510) 2. Альтенбух (1246) 3. Гаузен (1857) 4. Гросвальштадт (4090) 5. Дорфпроцельтен (1744) 6. Колленберг (2434) 7. Лауденбах (1429) 8. Ляйдерсбах (4727) 9. Мемлінген (4913) 10. Нідернберг (4909) 11. Нойнкірхен (1488) 12. Рельбах (1653) 13. Рюденау (732) 14. Фаульбах (2588) |

Дані про населення наведені станом на 31 грудня 2020.